# Pierre Labourdette
Pour les articles homonymes, voir Labourdette.
Pas d'image ? Cliquez ici

a Compétitions nationales et continentales officielles uniquement.

Dernière mise à jour le 6 août 2024.
Pierre Labourdette, né le 10 juin 1932 à Sauveterre-de-Béarn (Basses-Pyrénées) et mort le 5 août 2024 à Pau (Pyrénées-Atlantiques), est un joueur français de rugby à XV évoluant aux postes d'ailier ou d'arrière avec la Section paloise, puis l'Aviron bayonnais.
À sa retraite de joueur, Labourdette devient un président emblématique de la Section paloise. Sous sa direction, le club entre pleinement dans le professionnalisme, remporte le Challenge Yves du Manoir en 1996-1997 et atteint la demi-finale du championnat en 1995-1996. Au niveau continental, Labourdette conduit les sectionnistes en demi-finale de la Coupe d'Europe de rugby à XV en 1997-1998. 

## Biographie

### Jeunesse et formation
Pierre Labourdette naît le 10 juin 1932 à Sauveterre-de-Béarn, dans une famille de commerçants. Il grandit en Béarn et obtient son baccalauréat en philosophie au collège Moncade d'Orthez. Sa carrière sportive débute au basket-ball avec l'Elan béarnais, avant qu'il ne se tourne vers le rugby à XV au Stade toulousain, alors qu'il poursuit ses études à l'école supérieure d'agriculture de Purpan, à Toulouse.
Par la suite, il intègre le Stade niortais pendant son séjour à l'école militaire de Saint-Maixant. Après son retour d'Algérie en 1956, il achève ses études militaires à Pau, au 18e régiment de chasseurs parachutistes. C'est à cette période qu'il se lie d'amitié avec Théo Cazenave, entraîneur, et Albert Cazenave, président, et rejoint la Section paloise, où il évolue d'abord avec les juniors.

### Carrière
Pierre Labourdette rejoint la Section paloise en 1956, faisant ses débuts le 12 septembre 1956 contre le SU Agen. Ses prestations attirent l'attention et le désignent comme un espoir prometteur pour le club, même si sa carrière professionnelle reste une priorité.
En septembre 1957, la Section paloise organise un match à Sauveterre-de-Béarn, sa ville natale, contre le Stade montois pour l'inauguration du nouveau stade local.
Sous les couleurs sectionnistes, Labourdette atteint les demi-finales du Championnat de France lors de la saison 1957-1958, mais s'incline face au FC Lourdes de Jean Prat, futur champion. Il évolue aux côtés de joueurs comme Robert Labarthette, Claude Mantoulan, Jean-Pierre Saux, Henri Marracq, Jean Piqué ou Gérard Lom, entraînés par Théo Cazenave.
En 1958, Labourdette est nommé conseiller à la gestion de la Chambre d'agriculture à Bayonne et rejoint l'Aviron bayonnais.

### Après carrière
Pierre Labourdette devient ensuite directeur commercial d'une société d'engrais et revient s'établir en Béarn.
Dans les années 1980, il occupe les postes de secrétaire de l’école de rugby à la Section paloise, puis de vice-président du club à partir de 1989. 
Pierre Labourdette devient président de la Section paloise en 1994, succédant à Yves Tour. André Lestorte et Jean Othax sont nommés présidents délégués. Labourdette réussit à redresser le club, l'introduit dans l'ère du professionnalisme, et en fait une institution respectée tant en France qu'en Europe. Sous la direction du duo d'entraîneurs Léta et Luneau, avec le soutien d'Henri Nieto, le club traverse une période pleine de succès : finale du Challenge Yves du Manoir contre le CA Brive en 1996, demi-finale du championnat la même année contre Brive, et victoire de la Coupe de France en 1997 contre Bourgoin lors de la finale de Nîmes. Labourdette est un président fort apprécié des joueurs clés de l'effectif, comme Alain Lagouarde ou Pierre Triep-Capdeville.
Il permet à la Section de faire une transition réussie vers l'ère du professionnalisme. Avec élégance et conviction, il a su passer le relais lors de la création de la première Société anonyme à objet sportif en France. En effet, en 1998, Labourdette est confronté à une fronde menée par Lestorte.
Cependant, en raison de l'importance croissante de la Section, il entre en conflit avec Bernard Laporte-Fray, président du Pau FC, nécessitant l'intervention du maire André Labarrère.
En 2005, alors qu'il est vice-président du comité Béarn de rugby, Labourdette, accompagné d'anciens présidents de la Section comme François Moncla et Gérard Lom, critique la gestion de la Section paloise par André Lestorte. Cette opposition conduit à la nomination de Joachim Alvarez, puis à celle de Bernard Pontneau en 2006.
Pierre Labourdette décède à Pau le 5 août 2024, à l'âge de 92 ans.